# Коелему
'Коелему (ісп. Coelemu) — місто в Чилі. Адміністративний центр однойменної комуни. Населення — 9845 осіб (2002). Місто і комуна входить до складу провінції Ітата і регіону Ньюбле.
Територія комуни — 342,3 км². Чисельність населення — 15 733 жителя (2007). Щільність населення — 45,96 чол./км².

## Розташування
Місто розташоване за 55 км північно-західніше адміністративного центру провінції — міста Чильян.
Комуна межує:
- на північному сході — з комуною Трегуако
- на сході — з комуною Портесуело
- на південному сході — з комуною Ранкіль
- на південному заході — з комуною Томе

На північному заході комуни розташований Тихий океан.